# مهندسی نساجی

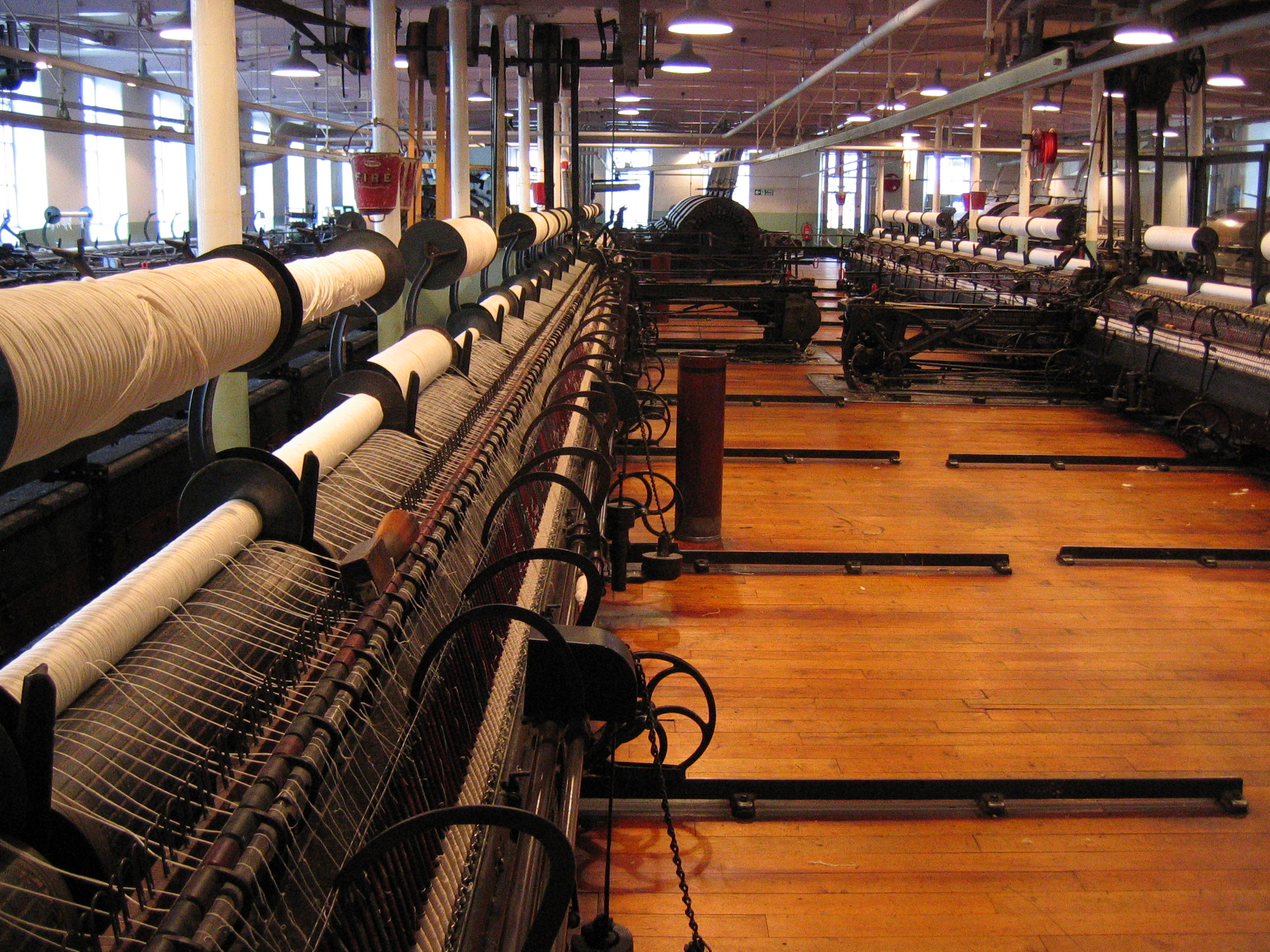

مهندسی نساجی (به انگلیسی: Textile engineering) مسئولیت تولید انواع منسوجات اعم از انواع پوشاک، کف‌پوش‌ها مثل فرش و موکت و منسوجات مورد استفاده در صنایع دیگر را بر عهده دارد. صنعت نساجی یکی از قدیمی‌ترین صنایع و دومین صنعت ایران بوده از لحاظ تعداد شاغلان، در سطح زیربنای کارخانه‌ها و تعداد واحدهای تولیدی، بزرگترین صنعت کشور ایران است. امروزه نمی‌توان همچون گذشته صنعت نساجی را به روش استاد و شاگردی از نسلی به نسل دیگر انتقال داد. چرا که نساجی در حال حاضر صنعتی بسیار گسترده و پیچیده‌است که اداره آن نیاز به تخصص و تحصیلات دانشگاهی دارد، تخصصی که در رشته مهندسی نساجی می‌توان به آن دست یافت. امروزه نه تنها انواع پوشاک و فرش و موکت را به یاری صنعت نساجی تهیه می‌کند. بلکه برای ساخت ترمز خودرو، شریان‌های مصنوعی، جاده‌ها، هواپیماها و سایت‌های فضایی به منسوجات نیاز است. برای مثال بیش از ۵۰٪ قلب مصنوعی از الیاف نساجی درست شده‌است. زیرانداز و روانداز خود را به یاری این صنعت تهیه کرد. همچنین بیش از ۷۵٪ استحکام تایرها از منسوجات است و در جاده‌سازی نیز کاربرد دارد. منسوجات فنی یکی از زمینه‌های جدید و جذاب صنعت نساجی بوده که از ظرفیت رشد بسیار خوبی برخوردار است. منسوجات فنی به آن دسته از منسوجاتی گفته می‌شوند که کارایی آن‌ها مهمتر از ویژگی‌های ظاهری‌شان است. این منسوجات که کاربردهایی غیر از مصارف متداول نساجی داشته دارای خواص فنی و کیفی ویژه از نظر مکانیکی، گرمایی، الکتریکی، حفاظتی، دوام، راحتی و غیره در مقایسه با منسوجات متداول می‌باشند.
این صنعت شامل بخش‌های مختلفی می‌شود که از آن جمله می‌توان به کارخانه‌های ریسندگی (تولید نخ‌های مختلف)، بافندگی (تولید انواع پارچه)، تولید فرش ماشینی و موکت و همچنین کارخانه‌های تکمیل‌کننده این کالاها مثل رنگرزی، چاپ و کارخانه‌های تولید الیاف مصنوعی مثل نایلون و پلی‌پروپیلن اشاره کرد.
 مهندسی نساجی رشته‌ای است که دانش و توانایی لازم را برای اداره بخش‌های مختلف این صنعت به دانشجویان می‌دهد. داوطلب باید در دروس ریاضی و مکانیک پایه قوی بوده همچنین به علت شرایط کار و محیط کارخانه از نظر جسمی و روحی خوب باشد. دروس رشته شامل دروس عمومی، پایه، اصلی و تخصصی است. دوره کارآموزی نیز به میزان چهار واحد وجود دارد.

## آینده شغلی، بازار کار و درآمد
صنعت نساجی بعد از نفت، بزرگترین صنعت کشور ایران است. به همین دلیل همیشه نیازمند مهندس متخصص و کارآمدی است که بتواند مسئولیت بخش‌های فنی و مدیریتی آن را بر عهده بگیرد.

## فرصت‌های شغلی
یک مهندس نساجی می‌تواند در کارخانجات نساجی به عنوان مدیرعامل، رئیس کارخانه، مدیر تولید (مسئول سالن‌های مختلف ریسندگی، بافندگی، رنگرزی، چاپ و تکمیل زیر نظر این مدیر کار می‌کنند)، مدیربازرگانی (مسئول بازاریابی، مسئول فروش و مسئول تدارکات در این بخش فعالیت دارند)، مدیر مهندسی صنعتی (مسئولان آزمایشگاه‌های مختلف و کارشناسان کنترل کیفیت بخش‌های مختلف در این حیطه کاری فعالیت می‌کنند) و مشاور کارخانه (مشاور در امور مختلف مانند خرید خط تولید، طراحی خط تولید، تولید جنس جدید، رفع اشکالات پیش‌آمده در خط تولید، خرید ماشین‌آلات و بررسی افزایش انعطاف‌پذیری آن‌ها) فعالیت کند یا با بخش نساجی مؤسسه استاندارد، اداره نساجی و پوشاک وزارت صنایع، بخش نساجی وزارت کار (برای بررسی مسائل کارگری، کم کردن ضایعات و افزایش تولید و بهره‌وری)، بخش نساجی وزارت دادگستری (برای تعیین قیمت کارخانجات ورشکسته و برآورد کردن قیمت کالاهای نساجی)، سازمان پژوهش‌های علمی و صنعتی و مراکز پژوهشی مانند مرکز تحقیقات جهاد سازندگی همکاری کند.

## مقطع کارشناسی
در دانشگاه امیرکبیر، دانشگاه یزد، دانشگاه صنعتی اصفهان، دانشگاه گیلان، دانشگاه بناب،دانشگاه صنعتی ارومیه

## مقطع کارشناسی ارشد
در دانشگاه امیرکبیر، دانشگاه یزد، دانشگاه صنعتی اصفهان، دانشگاه گیلان،
دانشگاه آزاد واحد یزد، دانشگاه آزاد واحد اراک، دانشگاه آزاد واحد تهران جنوب، دانشگاه آزاد واحد علوم تحقیقات، دانشگاه آزاد واحد کاشان و دانشگاه آزاد واحد شهرری ارائه می‌شود.

## مقطع دکترا
در دانشگاه امیرکبیر، دانشگاه یزد، دانشگاه صنعتی اصفهان، دانشگاه گیلان،
دانشگاه آزاد واحد یزد، دانشگاه آزاد واحد علوم تحقیقات ارائه می‌شود.